# La Bastida Roairós
La Bastida Roairós (en francès Labastide-Rouairoux) és un municipi francès situat al departament del Tarn i a la regió d'Occitània.

## Demografia
| 1793                                       | 1962  | 1968  | 1975  | 1982  | 1990  | 1999  | 2007  | 2017  |
| ------------------------------------------ | ----- | ----- | ----- | ----- | ----- | ----- | ----- | ----- |
| 1.475                                      | 3.313 | 3.208 | 2.858 | 2.301 | 2.027 | 1.753 | 1.614 | 1.410 |
| Des de 1962: població sense dobles comptes |       |       |       |       |       |       |       |       |

## Administració
| Període   | Identitat       | Partit |
| --------- | --------------- | ------ |
| 1983-1989 | Jacques Cauquil | PCF    |
| 1989-2008 | Michel Tournier |        |
| 2008-2014 | Françoise Fabre |        |
| 2014-2020 | Serge Lafon     |        |
| 2020-     | Michèle Vincent |        |